# The Dock of the Bay
The Dock of the Bay är ett musikalbum av Otis Redding som lanserades 1968. Det var det första postuma albumet med Redding som släpptes efter hans plötsliga död, och hans sjätte studioalbum totalt. Skivan innehåller material inspelat från 1965 och framåt och inleds med Reddings största hitsingel "Sittin' On the Dock of the Bay". Det var Steve Cropper från Booker T. and the M.G.'s som sammansatte låtmaterialet.
Magasinet Rolling Stone rankade år 2003 detta album som #161 på sin lista The 500 Greatest Albums of All Time. 

## Låtlista
(kompositör inom parentes)
1. "(Sittin' On) The Dock of the Bay" (Steve Cropper, Otis Redding) - 2:38
2. "I Love You More Than Words Can Say" (Eddie Floyd, Booker T. Jones) - 2:50
3. "Let Me Come on Home" (Al Jackson, Jr., Jones, Redding) - 2:53
4. "Open the Door" (Redding) - 2:21
5. "Don't Mess with Cupid" (Cropper, Floyd, Deanie Parker) - 2:28
6. "The Glory of Love" (Billy Hill) - 2:38
7. "I'm Coming Home to See About You" (Redding) - 3:03
8. "Tramp" (Lowell Fulson, Jimmy McCracklin) - 2:32
9. "The Hucklebuck" (Roy Alfred, Andy Gibson) - 2:58
10. "Nobody Knows You When You're Down and Out" (Jimmy Cox) - 3:10
11. "Ole Man Trouble" (Redding) - 2:36

## Listplaceringar
- Billboard 200, USA: #4[1]
- Billboard R&B Albums: #1
- UK Albums Chart, Storbritannien: #1[2]
- Tyskland: #7[3]
- VG-lista, Norge: #3[4]